# 新联影业公司
新聯影業公司（英語：Sun Luen Film Company），是香港一間電影公司，由中国共产党左翼陣營经營，1952年成立，主要拍粵語片。1982年，新聯影業公司和長城電影製片有限公司、鳳凰影業公司及中原電影製片公司三間公司合併作銀都機構，為隸屬中國政府的國有企業。其中，長城、鳳凰、新聯三家影業公司一般合稱為「長鳳新」。

## 外部連結
- 寫實與抒情：從粵語片到新浪潮（1949-1979）: 從粤語片到新浪潮 （页面存档备份，存于）